# ريكاردو بيربيتويني
ريكاردو بيربيتويني (بالإيطالية: Riccardo Perpetuini)‏ (مواليد 4 أغسطس 1990 في لاتينا - إيطالي) لاعب كرة قدم إيطالي يلعب حاليا لصالح نادي الدرجة الأولى لاتسيو الإيطالي منذ 2007 في مركز الوسط المحوري .

## روابط خارجية
- ريكاردو بيربيتويني على موقع إي إس بي إن إف سي (الإنجليزية)
- ريكاردو بيربيتويني على موقع قاعدة بيانات كرة القدم.إي يو (الإنجليزية)
- ريكاردو بيربيتويني على موقع Soccerway.com (الإنجليزية)
- ريكاردو بيربيتويني على موقع عالم كرة القدم.نت (الإنجليزية)
- ريكاردو بيربيتويني على موقع كووورة
- ريكاردو بيربيتويني على موقع AS.com (الإسبانية)